# Bläcktjärnet (Södra Finnskoga socken, Värmland)
Bläcktjärnet är en sjö i Torsby kommun i Värmland och ingår i Glommas huvudavrinningsområde. Sjön är 1,7 meter djup, har en yta på 0,022 kvadratkilometer och är belägen 327 meter över havet.